# Занепокоєння (Цілком таємно)

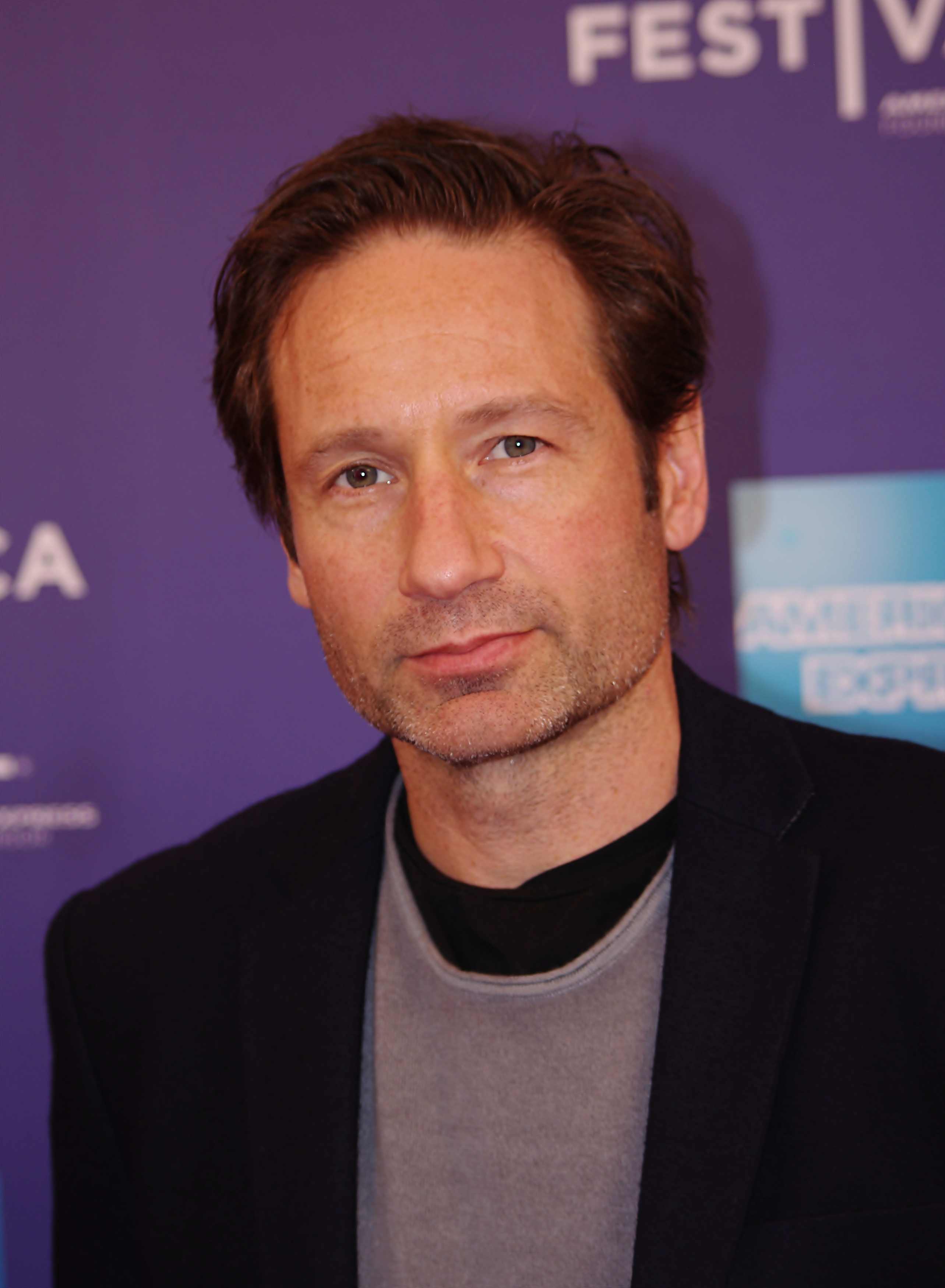

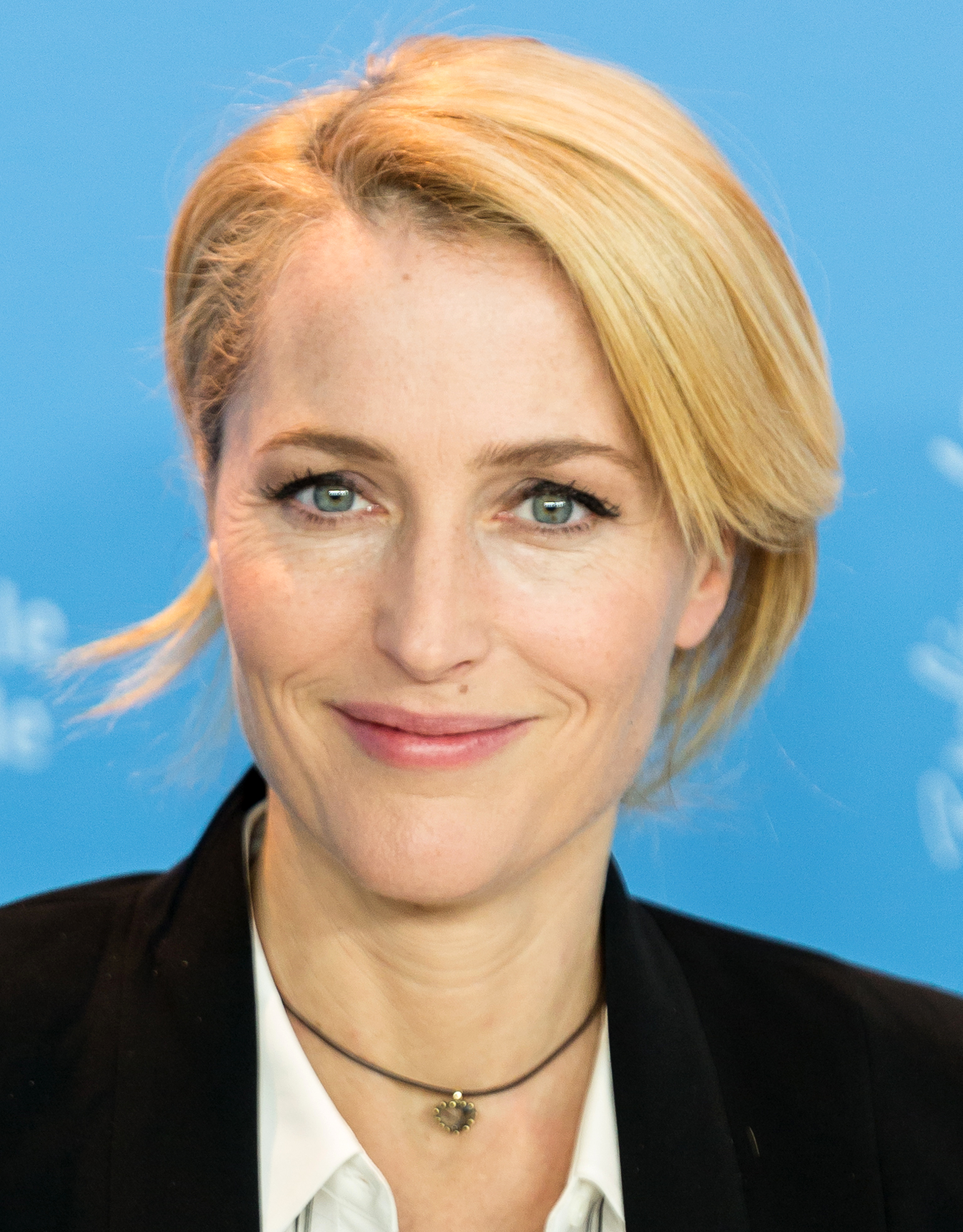

Занепокоєння (Unruhe) — четверта серія четвертого сезону американського науково-фантастичного телевізійного серіалу «Цілком таємно». Прем'єра в мережі «Фокс» відбулася 27 жовтня 1996 року.
Серія за шкалою Нільсена отримала 11.7 %, його переглядали 19.10 мільйонів людей під час першої трансляції .
Малдер і Скаллі розслідують вчинки чоловіка, який викрадає жінок і лоботомізує їх. Єдині підказки для агентів, щоб зловити його — це спотворені фотографії жертв, зроблені безпосередньо перед їх викраденням.

## Зміст
Істина за межами досяжного
Дощового дня у місті Траверс-Сіті (штат Мічиган) Мері Лефант вирушає в місцеву аптеку, щоб зробити фотографію на паспорт, лишивши коханця, який нервово реагує на поліцейських, чекати в машині. В тому часі у аптеці проходить невідомий у дощовику. Зрозумівши, що вона забула свій гаманець, вона повертається до своєї машини і з жахом виявляє, що її коханця вбито. Вбивця, одягнений у дощовий плащ, підходить до Лефант і позбавляє її свідомості підшкірною голкою, а потім викрадає. Аптекар в літах, втомившись чекати Лефант, відкриває зроблені поляроїдні світлини, на яких замість усміхненої жінки бачить Лефант на затьмареному фоні і вона кричить від жаху.
Фокс Малдер та Дейна Скаллі призначені розслідувати справу. Аптекар збентежений тим, що виявилося на знімках. Мері Лефант працювала на прошті і займалася шахрайством з коханцем. Обговорюючи фотографію, Малдер розповідає Скаллі про Теда Серіоса, який був відомий тим, що робив в 1930-х роках фотографії, на яких було показано, що було у його думках. Під час обшуку в кваритрі Лефвнт Малдер знаходить Polaroid і притискує руку до об'єктиву та робить фотографію. На світлині з'являється Лефант що кричить від жаху — як на знімках в аптеці. Малдер приходить до висновку, що викрадач вистежував свою жертву і власними думками вплинув на фотоплівку.
Лефант бреде по узбіччі дороги, її аиявляє патрульний поліцейський. В лікарні з'ясовується, що хтось їй неправильно зробив пробійну лоботомію. Постраждала повторює «анруе». В цей час іншу жінку, Алісу Брандт, також викрадають. Вона отямлюється прив'язаною до стоматологічного крісла, а її викрадач розмахує льодорубом і говорить німецькою. Агенти прибувають на місце другого злочину — Малдер шукає психографічні світлини.
Малдер повертається до Вашингтону, щоб проаналізувати фотографії в лабораторії цифрового аналізу. Уважно вивчивши фотографії, він виявляє обличчя старого чоловіка, а також тінь викрадача, який здається ненормально високим.
Скаллі знаходить будівельну компанію, щоб знайти імовірну зачіпку — компанія вела роботи поруч з обидвома місцями злочинів. На будівництві обідня перерва і робітників нема, але Дейна зустрічає виконроба Джеррі Шнауца, який працював біля обидвох місць викрадення. В цей час до Скаллі дзвонить Малдер й повідомляє їй про незвичайно довгі ноги викрадача. Дейна вихоплює пістолет; Шнауц, який ходить на будівельних ходулях, які роблять його дуже високим, намагається втекти, але Скаллі його переслідує і арештовує.
Агенти допитують Шнауца та дізнаються, що колись батько знущався над ним, та Джеррі побив його до напівсмерті — за що Шнауца-молодшого відправили до психлікарні на лікування. Його сестра наклала на себе руки. Малдер показує Джеррі світлину з думкографією його батька. Шнауц повідомляє, де сховав тіло Брандт, котру також знаходять зі слідами лоботомії. Із розмови зі Шнауцем Малдер розуміє, що підозрюваний вважає — він рятує своїх жертв від «ревунів» і що на фотографіях показані його кошмари.
При фотографуванні затриманого Джеррі поліцейський бачить світлину себе — із простреленою головою. Шнауц втікає від утримання під вартою, застреливши поліцейського, і грабує аптеку, викравши «Поляроїд», фотоплівку та різні наркотизуючі медичні препарати. Агенти приїздять на місце злочину, Шнауц знаходить момент й викрадає Скаллі в той час, коли Малдер знаходить світлину Дейни, яка кричить на тлі монстрів. Малдер прямує до зуболікувального кабінету, де батько Шнауца працював стоматологом, і виявляє в часі обшуку, що зуболікувальне крісло відсутнє.
Скаллі отямлюється від наркозу прив'язаною до крісла та розмовляє зі Шнауцем, намагаючись відволікти його своїми знаннями німецької мови.
Шнауц знімкує себе, світлина його вельми лякає, потім готується до лоботомізації Скаллі. Малдер, знайшовши підказку на фотографії Скаллі з фотобудки аптеки (шість пальців), знаходить будівельний майданчик біля могили батька Шнауца і виявляє кемпер, припаркований там викрадачем. Фоксу вдається увірватися в кемпер і застрелити Шнауца, перш ніж він зміг напасти на Скаллі. Малдер дивиться на фото, зроблене Шнауцем, на якому він лежить мертвий.
Щоб знешкодити монстра, ми повинні спочатку його зрозуміти. Та чи не відкриємо ми при цьому свої душі монстрам?

## Створення
Натхненням для «Unruhe» стала книга «Час життя» (Time-Life) про серійних вбивць, яку читав Вінс Гілліган, будучи підлітком; Гіллігана, зокрема, вразила історію Говарда Унру, який розстріляв 13 людей (у тому числі трьох дітей) під час 12-хвилинної прогулянки по сусідству 6 вересня 1949 року в Камдені (штат Нью-Джерсі). Епізод також був натхненний Тедом Серіосом, чию «думкографію» в епізоді згадує Фокс Малдер. Гілліган написав роль Шнауца з урахуванням ролі Тейлора Вінса, коли побачив його у фільмі про Едріена Лейна «Сходи Якова» (1990). Вінсу дійсно запропонували роль у шоу протягом першого сезону, але він тоді відмовився, оскільки це була «занадто мала» частина. Ідея змусити Шнауца сидіти зі своїми жертвами в стоматологічному кріслі була додана до сценарію через поширену дентофобію серед американського населення.
Більшість сцен із зображенням Шнауца на ходулях штукатурів знімали за допомогою каскадерів. У сцені, де Скаллі зустрічається зі Шнауцем, до Вінса був прикріплений кабель, щоб він тримався вертикально на ходулях; потім цей шнур був відредагований у постпродукції. Майстер реквізиту Кен Гаврилів змушений був створити власний лейкотом після того, як не зміг забезпечити справжній із лікарні. Коли Скаллі розмовляє німецькою мовою зі Шнауцем, вона каже «Ich habe keine Unruhe» (тобто «у мене немає неприємностей»). Цей епізод містить використання скополаміну, який може призвести до того, що люди швидко втрачають свідомість, це спричинює непритомність — після великих больових моментів.

## Сприйняття
Від критиків епізод отримав змішані відгуки, видання Entertainment Weekly присудило епізоду оцінку «C» (2 бали по 4-бальній шкалі), порахувавши, що «цікава концепція» думкографії була зруйнована «стандартним номером „Скаллі-в-біді“». The A.V. Club оцінив епізод на «B+» (3,5 бали по 4-бальній шкалі). Сара Стігалл з SFScope дала епізоду 4 бали з 5, похваливши «генія коротких конфронтаційних сцен» Гіллігана за сценарій, а режисера Роба Боумена й монтажера Хезер Макдугал — за динамічность серії.
Прюітт Тейлор Вінс вдостоївся виключно хороших відгуків за своє перевтілення в Джеррі Шнауца, котрий, за відгуком оглядача «Entertainment Weekly», «дав нове визначення „бігаючим очам“». Джон Кеннет Муір в книзі «Horror Films of the 1990s» написав, що Тейлор Вінс зобразив одного із найбільш «пам'ятних і страхітливих серійних вбивць». У пізнішій книзі «Терористичні телевізійні американські серії 1970—1999 рр.» Муір високо оцінив цей епізод, написавши, що серія «провокує нічні кошмари, тому що прекрасна людина зазнає жахливої ситуації, яка стирає будь-які сліди індивідуальності у нього». У Television Without Pity «Unruhe» зайняв шостий за популярністю епізод шоу, що викликає кошмар.

## Знімались
| Актор              | Роль           |
| ------------------ | -------------- |
| Девід Духовни      | Фокс Малдер    |
| Джилліан Андерсон  | Дейна Скаллі   |
| Прюітт Тейлор Вінс | Геррі Шнауз    |
| Шерон Александер   | Мері Лефанте   |
| Боб Доусон         | Іскендеріан    |
| Майкл Крам         | офіцер Корнінг |